# Caerphilly (plaats)
Caerphilly (Welsh: Caerffili) is de hoofdplaats van de gelijknamige county borough in Wales. Caerphilly telt 31.060 inwoners.
Het kasteel van Caerphilly is het grootste kasteel van Wales, het op een na grootste van het Verenigd Koninkrijk en een van de grootste kastelen van Europa. De bouw begon in 1268. Het kasteel is gesitueerd in het centrum van Caerphilly op een perceel van 30 hectare.
Naar de plaats is de Caerphilly genoemd, een brokkelige harde kaas.
In de zomer vindt er het Big Cheese Festival plaats, en het muziekevenement Megaday.

## Geboren
- Eleonora de Clare (1292-1337), edelvrouw
- Tommy Cooper (1921-1984), komiek en illusionist
- Sian Evans (1973), singer-songwriter, zangeres van Kosheen
- Aaron James Ramsey (1990), voetballer
- Manon Carpenter (1993), wielrenner

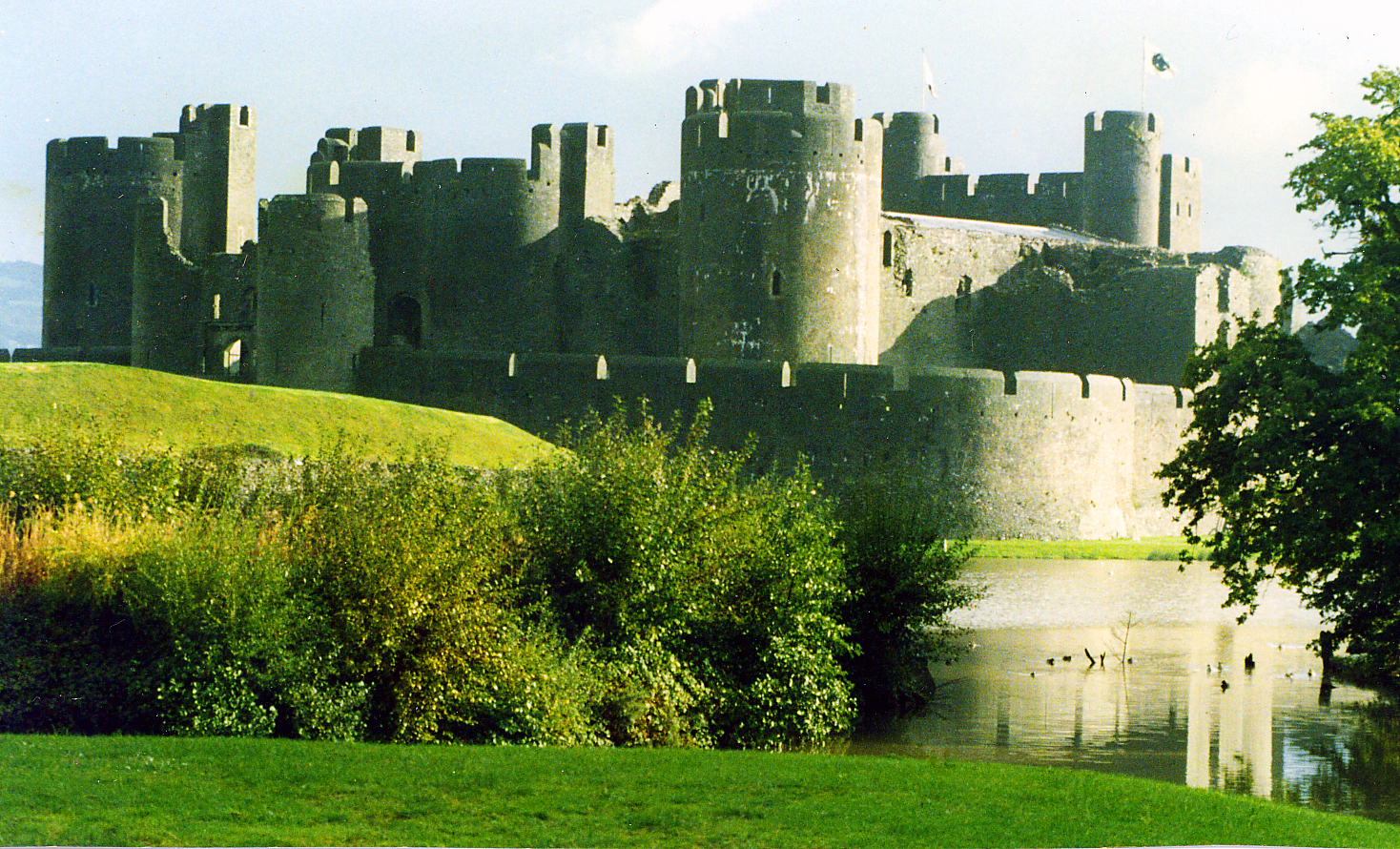
Kasteel van Caerphilly